# Фонд правовой защиты животных
Фонд правовой защиты животных, ALDF (англ. Animal Legal Defense Fund) — американская некоммерческая юридическая организация, защищающая права и отстаивающая интересы животных через правовую систему. Основана в 1979 году адвокатами, работающими в области законодательства о животных. ALDF проводит кампанию за усиление контроля за исполнением законодательства, направленного против жестокого обращения с животными, и более гуманное обращение с животными.
Их деятельность включает ведение дел в судах и оказание юридической помощи стороне обвинения по случаям жестокого обращения с животными, меры по укреплению государственной системы предотвращения жестокого обращения с животными, проведение семинаров, практикумов и других информационно-пропагандистских мероприятий.
В дополнение к основной штаб-квартире в Сан-Франциско у Фонда есть отделение в Портленде.

## Программы
Приоритетными программами Фонда правовой защиты животных являются: программа «судебных процессов», направленная на пресечение жестокого обращения с животными-компаньонами (companion animals) и животными, используемыми в различных отраслях, включая сельское хозяйство и индустрию развлечений; «уголовного правосудия» — программа взаимодействия с правоохранительными органами и обвинителем, помогающая добиться максимального наказания за жестокое обращение с животными, а также программа «законодательства о животных», направленная на развитие данной области права.

### Судебные процессы
ALDF имеет «сотни преданных адвокатов», которые могут как сами вести судебные процессы, так и освещать их вне зала суда, также адвокаты занимаются проведением экспертиз по случаям, связанным со взаимоотношением людей и животных. Кроме того, фонд предоставляет гранты юристам, защищаюм животных и выступающим в качестве экспертов в процессах о жестоком обращении, содействующим принятию государственных законодательных актов, предусматривающих возмещение «неэкономического» ущерба (то есть, ущерба за причиненные боль, страдания и потерю спутника жизни) в случаях противоправного умерщвления или телесного повреждения животных-компаньонов.
Так, например, в 2005 году организация подала в суд на калифорнийского дрессировщика, обвинив его в нарушении закона о находящихся под угрозой исчезновения видах животных и в жестоком обращении с шимпанзе, заключавшемся в избиении последних палками. Иск был удовлетворен, а животные переданы в заповедник в штате Флорида. В 2007 году Фонд подал иск против свиноводческой компании, практикующей интенсивное животноводство и занимавшейся племенным разведением свиней на ферме в Калифорнии в условиях, по мнению фонда, нарушающих нормы законодательства, запрещающего жестокое обращение с животными. ALDF добивалась вынесения судебного решения, предписывающего улучшение условий эксплуатации животных и призвала Лос-Анджелес Доджерс отказаться от закупок традиционных хот-догов от данного поставщика, чтобы «избежать позора». Производство по иску было прекращено, когда в 2008 году компания прекратила разведение племенных свиней по «ряду бизнес-причин».

### Уголовное правосудие
В программе работают юристы, в том числе бывшие обвинители, имеющие опыт работы в сфере законодательства о животных, оказывающие бесплатную юридическую помощь прокурорам и правоохранительным. Они стремятся обеспечить неукоснительное исполнение уголовного законодательства в части предотвращения жестокого обращения с животными и вынесение соответствующих приговоров виновным в жестоком обращении. Они также оказывают поддержку государственным законодательным структурам в совершенствовании действующего законодательства о животных и доступе к собственной общенациональной базе данных о случаях жестокости по отношению к животным и разработок в области законодательства о животных.

### Законодательство о животных
Программа осуществляется в тесном сотрудничестве со студентами юридических факультетов и юристами с целью реформирования законодательства в области прав животных. Фонд также основал на базе Lewis&Clark «Центр изучения законодательства о животных».
В апреле 2010 года в Гарвардской юридической школе состоялась конференция фонда по теме «Будущее законодательства о животных».